# 芙蓉江
芙蓉江又名盘古河，是乌江的最大支流，发源于贵州省绥阳县境内的大娄山，由西南向东北在重庆市武隆区江口镇汇入乌江，干流全长227千米（贵州占87%，重庆占13%），天然落差1075米（贵州占90%，重庆占10%），流域面积7744.5平方千米（贵州占93%，重庆占7%）。
芙蓉江流域是典型的喀斯特地貌，流域内人口密度小，原始生态保存较好。河谷呈是典型的"V"字峡谷，且原始植被密植两岸。
芙蓉江风景名胜区位于武隆区境内，从浩口乡至江口镇，长35公里，面积152.8平方公里，为一原始生态峡谷型景区。2002年5月17日被国务院列入国家重点风景名胜区。2007年，芙蓉洞、芙蓉江分别作为“中国南方喀斯特”武隆喀斯特（部分）的核心区和缓冲区列入世界遗产名录。
1991年规划在芙蓉江干流修建10个梯级水电站，自上而下分别为小河口、朱老村、牛都、田坝、良坎、沙阡、鱼塘、石门坎、浩口、江口。